# Sphyrospermum spruceanum
Sphyrospermum spruceanum är en ljungväxtart som beskrevs av Herman Otto Sleumer. Sphyrospermum spruceanum ingår i släktet Sphyrospermum och familjen ljungväxter. Inga underarter finns listade i Catalogue of Life.